# Piero Heliczer
Piero Giorgio Heliczer (* 20. Juni 1937 in Rom, Italien; † 22. Juli 1993 in Préaux-du-Perche, Frankreich) war ein italo-amerikanischer Schriftsteller, Drehbuchautor, Poet, Schauspieler, Verleger und Underground-Filmemacher. Heliczer zählt zum New American Cinema.

## Leben und Wirken
Der gebürtige Italiener mit einer deutsch-jüdischen Mutter und einem italienisch-polnischen Vater kam bereits als Kind zum Film: mit vier Jahren bei einem Talentbewerb zum „am meisten italienisch aussehenden Kind“ gewählt, spielte er in mehreren Filmen als Kinderdarsteller mit. Heliczers Vater, ein Arzt und Widerstandskämpfer wurde von Deutschen gefoltert und hingerichtet, als der Junge sieben Jahre alt war. Piero Heliczers eigenen Erzählungen zufolge hatte er nach dem Krieg, mit zehn Jahren, eine unkreditierte Nebenrolle in Vittorio De Sicas Film Ladri di Biciclette (Fahrraddiebe, 1948). Heliczers Mutter lehnte den italienischen Neorealismus und dessen Darstellung armer verlumpter Kinder jedoch ab und beschloss in die Vereinigten Staaten auszuwandern. In den USA besuchte Piero die Highschool und begann 1955 ein Studium an der Harvard University, das er nach zwei Jahren abbrach. Er zog nach Paris, wo er zusammen mit seinem Schulkameraden, dem Literaten und Musiker Angus MacLise, den Verlag The Dead Language Press gründete.

### The Dead Language Press
Heliczer und MacLise verlegten „alternative“ Autoren, wie den finnischen Dichter und Übersetzer Anselm Hollo, den New Yorker Beatdichter Gregory Corso und den Undergroundfilm-Pionier Jack Smith, in dessen Film Flaming Creatures (1963) Heliczer mitspielte und dessen The Beautiful Book 1962 erschien.
Die Beats um William S. Burroughs hatten ihren Pariser Stützpunkt in einem kleinen Hotel  in der Rue Gît-le-Cœur, 9, das als Beat Hotel bekannt wurde. Zu ihrem harten Kern zählten Brion Gysin, Harold Norse, Ian Sommerville und Gregory Corso.

### Der Undergroundfilm
Von 1960 bis 1961 drehte Heliczer in London seinen ersten Film, The Autumn Feast (1961), in Zusammenarbeit mit dem britischen Filmemacher Jeff Keen. 1962 ging Heliczer nach New York und geriet schnell in das Umfeld von Andy Warhol und dessen Factory-Gefolge. Ab 1963 tauchte Heliczer in einigen Warhol-Filmen, darunter in zwei Screen Tests, auf.
1964 kaufte sich Heliczer eine eigene Kamera und begann Filme im kostengünstigen 8-mm-Standardformat zu drehen. Obwohl er manchmal einige Filme auf 16-mm-Format umkopieren ließ, beschränkte sich Heliczer als einer der wenigen New Yorker Underground-Filmer zumeist auf das schmalere Standardformat regular 8. Heliczers Filme folgten der Camp-Ästhetik von Jack Smith, sie waren technisch von primitiver Qualität und besaßen meist eine heftige sexuelle Thematik, die sich gegen den Katholizismus richtete. Sie wurden von den Kinobesuchern oft als obszön und als Zumutung empfunden. Bei einer Vorführung seines Films Satisfaction im Jahr 1965 geriet ein Kinobesucher dermaßen in Rage, dass er den Projektor umstürzte und einige Personen aus Heliczers Umfeld attackierte.
Gewöhnlich drehte Heliczer Stummfilme, die er nachträglich vertonte, indem er ein Bandgerät dazu abspielte. Seine Leinwand-Adaption von Burroughs’ Naked Lunch von 1968 ist beispielsweise ein „Film für Bandgerät, der keinen Projektor benötigt“. Manchmal ließ Heliczer den Soundtrack von hinter der Leinwand postierten Musikern live einspielen; eine dieser spontanen Begleitbands, die im Frühjahr 1965 seine Film-Installation The Launching of the Dream Weapon musikalisch begleiteten, wurde später unter dem Namen The Velvet Underground bekannt. Im November 1965 drehte Heliczer mit ihnen den Film Venus in Furs, eines der ersten bekannten Film- und Tondokumente der Band. Diese Filmaufnahmen wurden wiederum von einem CBS-Nachrichtenteam für eine Episode von Walter Cronkite presents mit dem Titel „The Making of an Underground Film“ gefilmt. Dieser TV-Bericht sollte der einzige Fernsehauftritt sowohl von Piero Heliczer, als auch von The Velvet Underground bleiben. Angus MacLise, der zu diesem Zeitpunkt noch der Schlagzeuger der Band war und zahlreiche Soundtracks zu Heliczers Filmen beisteuerte, trat auch in einer Reihe von dessen Filme (u. a. Satisfaction) als Darsteller auf.

### Erfolglose spätere Jahre
Ein Wendepunkt in Heliczers Leben war eine stattliche Reparationszahlung der deutschen Regierung als Entschädigung für die Ermordung seines Vaters. Heliczer verschenkte einiges von diesem Geld an Freunde, behielt aber einen Teil, um nach dem Vorbild der in New York etablierten Film-makers’ Cooperative, eine Vereinigung von Filmemachern in Paris zu gründen. Außerdem erwarb er ein baufälliges Anwesen in der Nähe von Préaux-du-Perche in der Basse-Normandie. Heliczers Filmemacher-Kooperative war jedoch kein Erfolg beschieden, und so ging er nach Amsterdam, wo er Mitte der 1970er Jahre auf einem Hausboot lebte. Vandalen versenkten das Schiff, und so zog es den nun obdachlosen Filmemacher zurück nach New York, wo er tatsächlich eine Zeit lang auf der Straße lebte. 1984 schaffte er es, in die Normandie zurückzukehren, wo er die restlichen Jahre in einem Buchladen arbeitete. Im Juli 1993 kam der 56-Jährige bei einem Unfall mit seinem Moped ums Leben.

## Nachwirkungen
Von den über 17 Filmen, die Heliczer drehte, sind einige verloren gegangen oder verschollen, nur ein Drittel von ihnen befinden sich noch im Umlauf. Heliczers Publikationen sind ebenso rar: von einigen seiner Schriften gibt es kein bekanntes erhaltenes Exemplar. 2001 stellte der Dichter Gerard Malanga eine Sammlung aus Heliczers noch verfügbarem literarischen Material unter dem Titel A Purchase in the White Botanica zusammen. Eine Kompilation von Heliczers Filmen steht indes noch aus.

## Filmografie
- 1961: The Autumn Feast. 16 mm, 14 Min.
- 1965: Dirt. 16 mm, 12 Min.
- 1965: The Launching of the Dream Weapon
- 1965: Venus in Furs 16 mm. 16 Min. Farbe, stumm (Musik vom Band)
- 1967: Joan of Arc. 16 mm, 11.5 Min.

Nicht näher datiert, zwischen 1964 und 1967:
- The Soap Opera. 16 mm, 13 Min.
- Satisfaction. 16 mm, 10 Min.
- The Stone Age. 16 mm, 24 Min.

## Veröffentlichungen
- The  Soap  Opera.  Trigram  Press,  London  1967

postum:
- Piero Heliczer, Gerard Malanga (Hrsg.): A Purchase in the White Botanica. Granary Books, 2001, ISBN 1-887123-57-1. Gesammelte Gedichte.